# آلوارو لونگوریا
آلوارو لونگوریا (اسپانیایی: Álvaro Longoria‎؛ زادهٔ ۱۹۶۸ میلادی) کارگردان فیلم، بازیگر و تهیه‌کننده فیلم اهل اسپانیا است.
از فیلم‌هایی که وی در ساختِ آنها نقش داشته‌است، می‌توان به همه می‌دانند، آلتامیرا، ۷ روز در هاوانا و اتاق در رم اشاره کرد.